# Doktrynalizm
Doktrynalizm – wymieniany przez homiletykę błąd przepowiadania (głoszenia kazań) polegający na zastąpieniu kazania (wezwania zbawczego) przez wykład teologiczny.